# Mexcala quadrimaculata
Mexcala quadrimaculata är en spindelart som först beskrevs av Lawrence 1942.  Mexcala quadrimaculata ingår i släktet Mexcala och familjen hoppspindlar. Inga underarter finns listade i Catalogue of Life.